# Octineon
Octineon is een geslacht van zeeanemonen uit de klasse van de Anthozoa (bloemdieren).

## Soorten
- Octineon chilense Carlgren, 1959
- Octineon lindahli (Carpenter in Carpenter & Jeffreys, 1871)
- Octineon suecicum Carlgren, 1940